# 布蘭達·布蕾辛
布蘭達·安·布蕾辛（英語：Brenda Anne Blethyn，閨名布蘭達·安·巴特爾［Brenda Anne Bottle］，1946年2月20日—），英國女演員，領域橫跨劇場、電視與電影。最著名作品為麥克·李1996年的電影《秘密與謊言》。
比芙蓮曾獲得兩項奧斯卡金像獎提名、兩項美國演員工會獎提名、兩座艾美奖提名與三座金球獎提名，並憑《秘密與謊言》獲得金球奖剧情类电影最佳女主角。此外，比芙蓮也曾獲得一座英国电影学院奖、帝国奖與金獅獎，並曾憑劇場作品獲得一座戏剧世界奖，並獲得影評人圈劇場獎與劳伦斯·奥利弗奖的提名。
比芙蓮出生於工人階層的家庭，三十幾歲離婚之前職業為行政人員，之後報名參加吉尔福德演艺学院。隨後加入了皇家國立劇場，並藉由《凯撒大帝和克雷西达》（暫譯，1976年）與《未解之谜》（暫譯，1979年）的演出嶄露頭角。1981年，比芙蓮以《Steaming》首度獲得好評。
1980年，比芙蓮首度於小銀幕登台亮相，演出麥克·李的電視電影《長大成人》（暫譯）。在參與過幾部作品客串之後，1980年代中期，終於擔綱主演短篇情境喜劇百萬分之一的機會（暫譯）與《The Labours of Erica》。隨後便登上大螢幕，在《巫婆》（1990年）、《大河戀》（1992年）等電影中演出小配角，1996年主演的正喜剧《秘密與謊言》大獲好評，成為代表作。
比芙蓮演出的電影類型毫不受限，包含獨立喜劇《拯救格蕾絲》（2000年）、《天堂有約》（2002年）以及《德懷特一家》（2007年），歌舞片如《啞巴歌手》（1998年）與《飛越情海》（2004年），大預算電影如《傲慢與偏見》與《贖罪》，後者成為她職業生涯中取得最大商業性成功的作品。此外，比芙蓮也在一如《郊區佛陀》（1993年）、《安妮的日記》（2001年）、《Belonging》（2004年）以及《戰爭與和平》（2007年）等電視劇演出。最近的作品則是在電視劇《Vera》中擔綱主演侦缉总督察维拉·斯坦霍普（Vera Stanhope）。

## 外部連結
- 布蘭達·布蕾辛在互联网电影资料库（IMDb）上的資料（英文）
- 互聯網百老匯資料庫（IBDB）上布蘭達·布蕾辛的資料（英文）
- 在AllMovie上布蘭達·布蕾辛的頁面（英文）